# A Year With No Summer
A Year With No Summer (2016) es el segundo disco de estudio de la banda barcelonesa Obsidian Kingdom. Se trata de un álbum conceptual con siete temas que abarcan un diverso rango de estilos, incluyendo rock alternativo, drone, black metal, rock progresivo, post-metal y electrónica. El álbum fue grabado, mezclado, masterizado y producido en septiembre de 2015 por Jaime Gómez Arellano en Orgone Studios, Londres, y coproducido por Jorge Mur y la propia banda.
El álbum fue editado por Season of Mist el 11 de marzo de 2016, con diseño a cargo de Ritxi Ostáriz y Elena Gallén. Se publicó una portada diferente para cada uno de los formatos físicos del disco; cada una de ellas presenta una diferente variación glitch sobre una pieza original del fotógrafo francés Mathieu Bernard-Reymond. El nuevo lanzamiento recibe críticas generalmente favorables, siendo alabadas su complejidad y su sonido melancólico.
A Year With No Summer presenta las colaboraciones de Kristoffer Rygg (cantante de Ulver) en el tema "10th April" y de Attila Csihar de Mayhem en "The Kandinsky Group". Las ediciones en formato digipak y jewelcase contienen como canción oculta una austera versión en clave de bossa nova del tema "Darkness", interpretada por Jr Morgue.

## Estilo
A Year With No Summer destaca por presentar una aproximación sonora muy diferente a la del debut de la banda, Mantiis, especialmente en el registro vocal,  frecuentemente comparado con el de Peter Gabriel o Phil Collins del grupo británico Genesis; aunque siempre manteniendo la variedad y la dificultad de clasificación. La crítica también hacen hincapié en la disminución del uso de recursos propios del metal extremo como blast beats o voces guturales en pos de un sonido más accesible.
En relación con el amplio rango de estilos y géneros utilizados en el álbum, la revista digital RockZone publica que "Obsidian Kingdom no se marcan horizonte alguno porque no los precisan", declarando A Year With No Summer "disco del mes" de la publicación en marzo de 2016.

## Recepción
El segundo LP de la banda barcelonesa fue recibido con reseñas positivas que destacan su aura de desencanto y resignación, su profundidad temática y el atrevido cambio de estilo en comparación con su predecesor, a pesar de que algunos críticos opinan que este giro resulta insulso y decepcionante. La revista digital Hipersónica cataloga A Year With No Summer como el "disco que consolida a Obsidian Kingdom como la banda más ambiciosa y creíble del Metal español."

## Lista de canciones
Todas las canciones escritas y compuestas por Obsidian Kingdom. 
| N.º | Título                  | Duración |  |
| 1.  | «A Year With No Summer» | 06:25    |  |
| 2.  | «10th April»            | 04:48    |  |
| 3.  | «Darkness»              | 07:08    |  |
| 4.  | «The Kandinsky Group»   | 10:31    |  |
| 5.  | «The Polyarnik»         | 02:41    |  |
| 6.  | «Black Swan»            | 04:10    |  |
| 7.  | «Away/Absent»           | 07:25    |  |

## Intérpretes
| Miembros - Rider G Omega - guitarra y voz - Ojete Mordaza II - batería - Zer0 Æmeour Íggdrasil - teclados y voz - Seerborn Ape Tot - guitarra - Om Rex Orale - bajo | Other personnel - Kristoffer Rygg - voz invitada en "10th April" - Attila Csihar - voz invitada en "The Kandinsky Group" - Jr Morgue - colaboración en "Darkness (reprise)" |